# Sant Martí
Sant Martí este un district din Barcelona.

Ditrictul Sant Martí pe harta Barcelonei

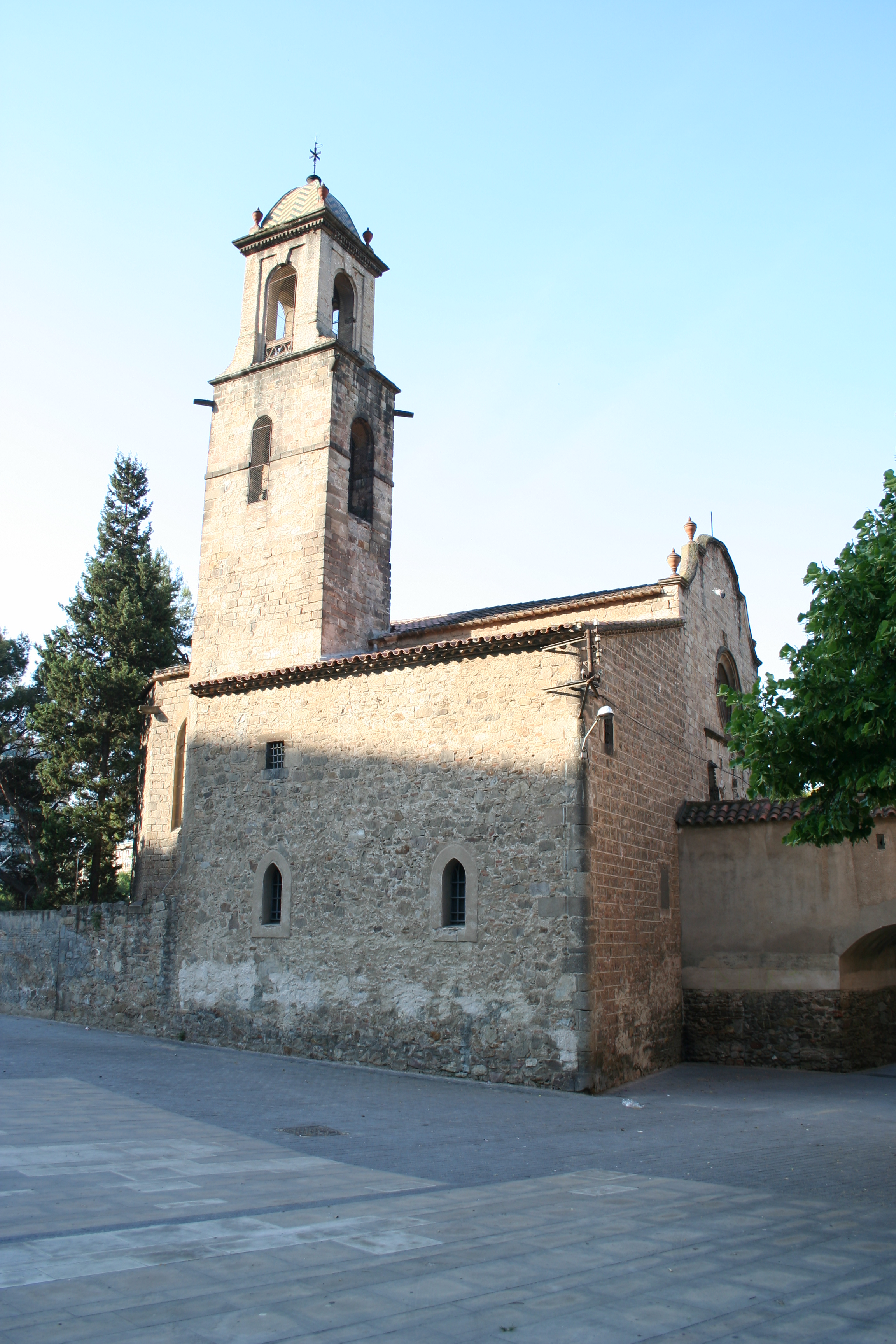
Biserică din Sant Martí.